# Mecsekgebergte
De Mecsek ([ˈmɛtʃɛk]) is een ongeveer 45 kilometer lange bergrug in het zuidwesten van Hongarije in het comitaat Baranya, direct ten noorden van de stad Pécs.

## Geografie
Het Mecsekgebergte beslaat een oppervlakte van ongeveer 500 km2. De bergketen is 10 tot 15 km breed, loopt van westzuidwest naar oostnoordoost en ligt ongeveer 60 km ten westen van de Donau. Een aantal bergen komt boven de 600 m, met als hoogste punt de 692 m hoge Zengő (wat letterlijk "resonerend" betekent). Het Mecsekgebergte ligt te midden van een vlakke omgeving en is ondanks zijn betrekkelijk geringe hoogte een markante verschijning. Bij goed zicht kan men vanuit het gebergte wel tot 100 km ver kijken.
Het Mecsekgebergte bestaat uit een plateauvormig gebied van bergen met een gebroken, gevouwen structuur. De basis is kristallijne rots met daarboven kalksteen en dolomiet uit het Trias en het Jura. Formaties uit het Tertiair vormen het belangrijkste gedeelte. Het gebergte wordt verdeeld door een breuklijn die van het noordwesten naar het zuidoosten loopt. Het oostelijke gedeelte bestaat voornamelijk uit hoge ruggen van sedimentair gesteente. Het westelijke gedeelte heeft omvangrijke kalksteenplateaus en gedeelten waar zandsteen overheerst, daterend uit zowel het Perm als het Trias. In het kalksteenplateau komen belangrijke karstfenomenen voor.
In vergelijking met andere gebieden in Hongarije is het Mecsekgebergte rijk aan mineralen (waaronder uranium). Er heerst een overgangsklimaat met mediterrane en continentale elementen. Het gebied herbergt 20 à 30 plantensoorten die onbekend zijn in andere delen van het Karpatenbekken.
Op een aantal bergtoppen bevinden zich burchten, bijvoorbeeld bij Pécsvárad en bij Zengővárkony.
De hogere gebieden zijn bedekt met loofbos. Bijzonder zijn de op meer plaatsen aanwezige kastanjebossen, zoals het 28 hectare grote woud bij Zengővárkony, die in deze vorm nog maar op weinig plaatsen in de wereld te vinden zijn. Bekend zijn verder de rotsformaties van de Jakab-hegy (Jakobsberg; 592 meter) en de watervallen in het dal van Melegmány.

## Politieke en culturele geschiedenis
Het Mecsekgebergte was het tafereel van hevige gevechten tijdens de Hongaarse Opstand van november 1956 tussen Hongaarse eenheden (de "Onzichtbaren van de Mecsek" genoemd) en de binnenvallende Sovjetstrijdkrachten.